# Гіршштайн
Гіршштайн (нім. Hirschstein) — громада в Німеччині, розташована в землі Саксонія. Входить до складу району Майсен.
Площа — 34,46 км2. Населення становить 1966 ос. (станом на 31 грудня 2020).
В замку Гіршштайн 1291 року через вишню загинув Фрідріх Тута.

## Галерея

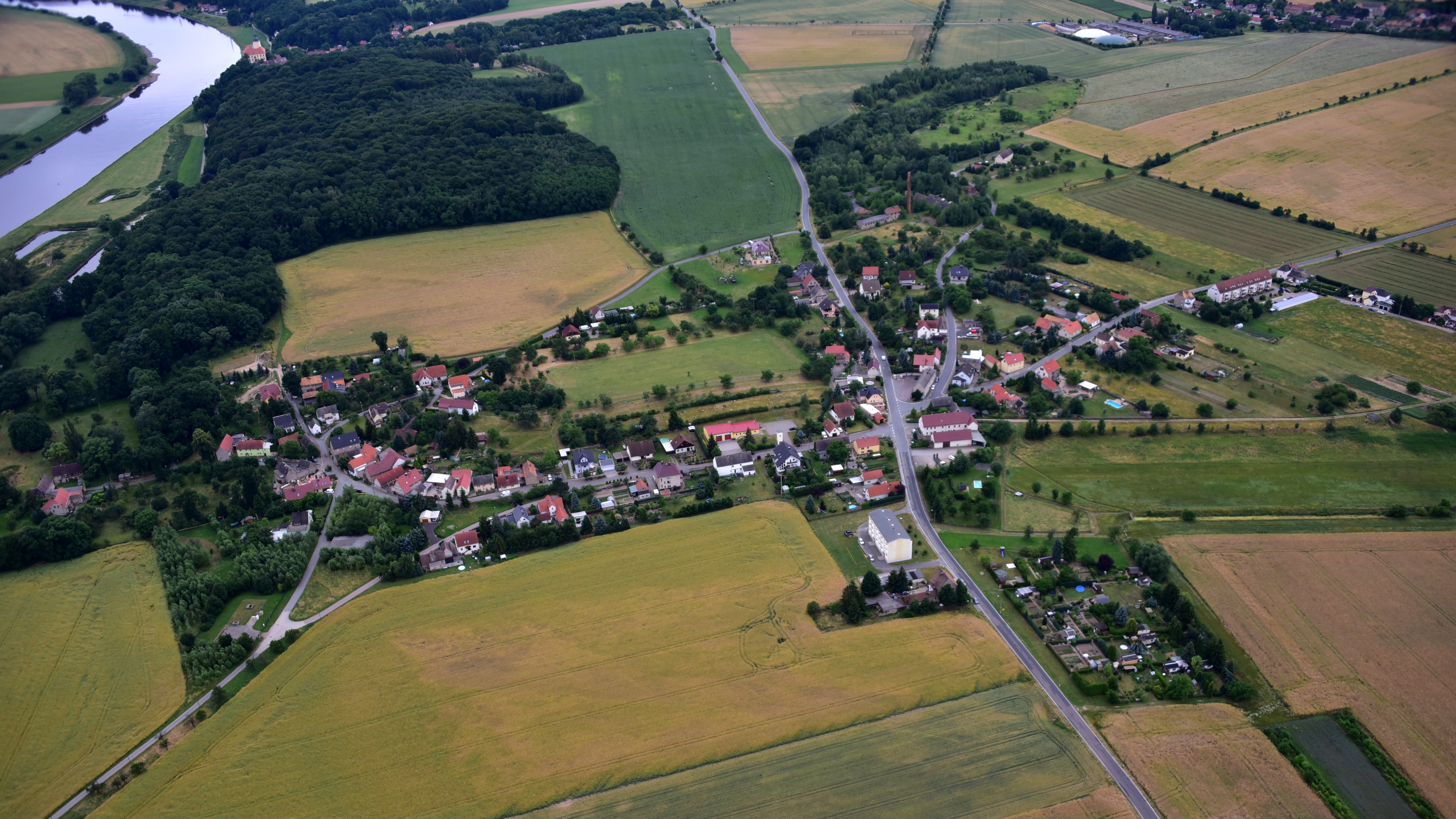
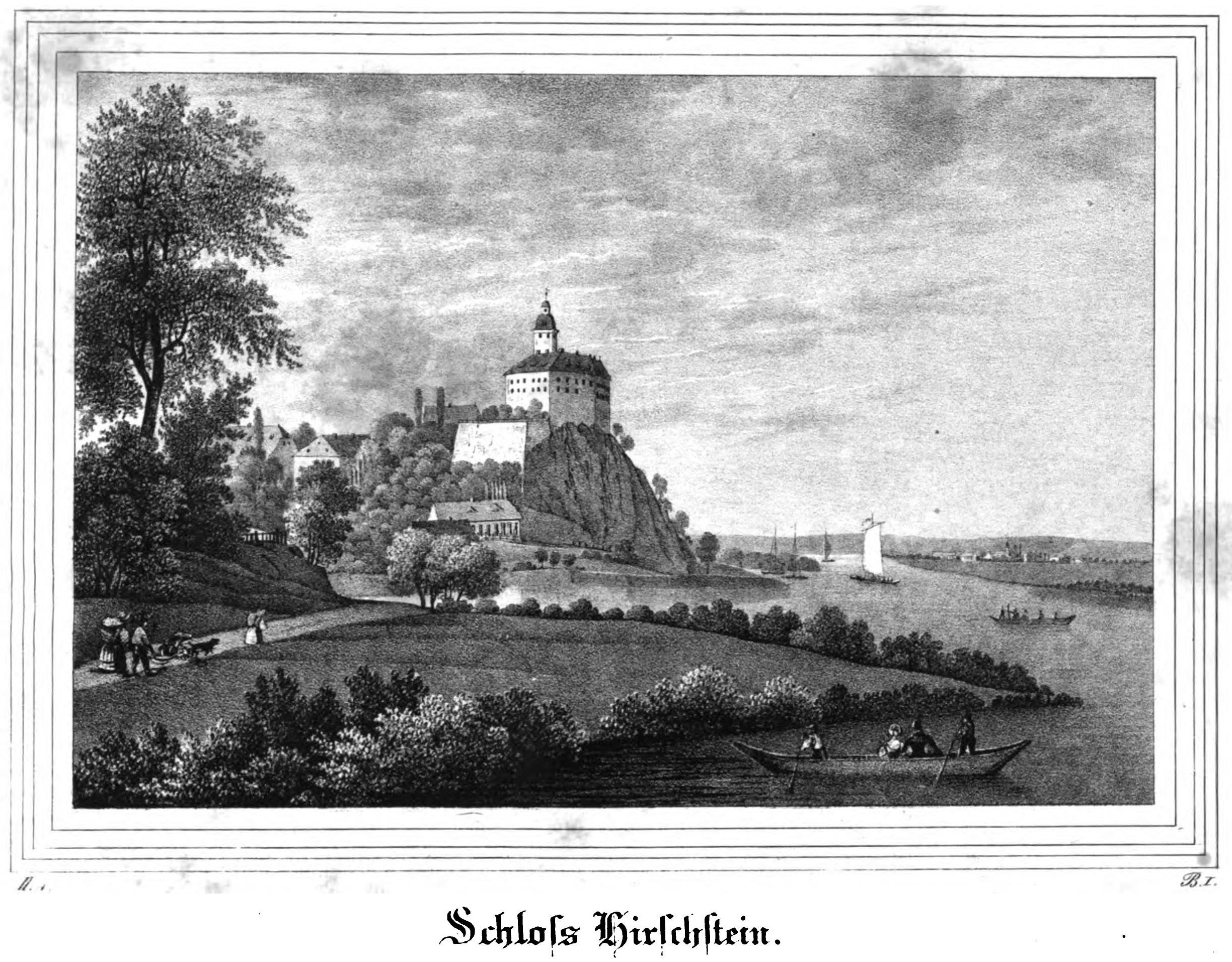